# Achatodes juanae
Achatodes juanae är en fjärilsart som beskrevs av William Schaus 1894. Achatodes juanae ingår i släktet Achatodes och familjen nattflyn. Inga underarter finns listade i Catalogue of Life.